# Petrolisthes rathbunae
Petrolisthes rathbunae är en kräftdjursart som beskrevs av Schmitt 1916. Petrolisthes rathbunae ingår i släktet Petrolisthes och familjen porslinskrabbor. Inga underarter finns listade i Catalogue of Life.